# 前原冬樹
前原冬樹（まえはら ふゆき、1962年 - ）は、東京都出身の芸術家、彫刻家。
代表作に1本の木から写実的な木彫作品を生み出すことで知られており、真っ白な皿の上に身を食べられ骨だけになった秋刀魚を横たえた《一刻（皿に秋刀魚）》（2014）などがある。これまで参加したグループ展に 「驚異の超絶技巧！明治工芸から現代アートへ」（三井記念美術館、東京、2017）など。

## 略歴
日本大学藝術学部を中退後、80年にプロボクサーとしてデビュー。その後、10年間ボクサーとして活動した。
引退後、サラリーマンを経験した後7浪の末、32歳で東京藝術大学美術学部絵画科油画専攻に入学し、98年に卒業。卒業制作は半立体ともいうべき作品だったが、その後は木彫に転じ以後、驚異的な一木造りの作品を発表してきた。
主な個展に「木彫 前原冬樹展」（おぶせミュージアム・中島千波館、長野、2008）、「一刻 前原冬樹展 －失われゆく時が甦る－」（Bunkamura Gallery、東京、2014）などがある。

## 出演
- ブレイク前夜～次世代の芸術家たち～ #133 前原冬樹(Fuyuki Maehara)｜BSフジ

## 取材実績
- 「100年後に恥をかきたくない。だから私は、今この2人を評価する」｜ 前原冬樹×本郷真也×鐘ヶ江英夫 THE RACE